# Ernst Georg Ravenstein

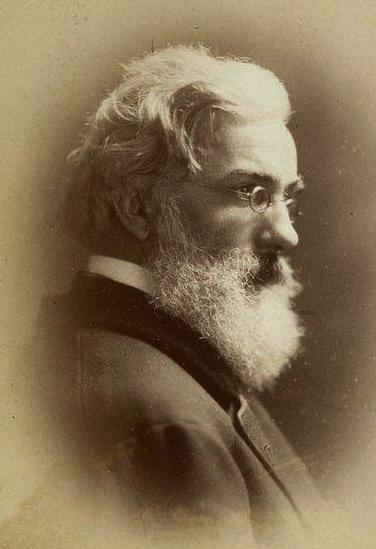
Ernst Georg Ravenstein, eind 19e eeuw.

Ernst Georg Ravenstein (Frankfurt am Main, 30 december 1834 - Hofstein am Taunus, 13 maart 1913) was een Duits-Brits geograaf. Ravensteins werk vormde een belangrijke stap in het begrip van menselijke migratiestromen, de grootte en groei van de wereldbevolking en de draagkracht van de planeet. Ook was hij een vernieuwend cartograaf en statistisch demograaf.

## Levensloop
Ravenstein groeide op in Frankfurt am Main. Hij ging als 18-jarige in de leer bij de in Londen gevestigde cartograaf August Heinrich Petermann. Petermann was een leidende figuur bij de introductie van wetenschappelijke cartografie in het Verenigd Koninkrijk, die vanuit Duitsland was overgewaaid. In 1855 trad Ravenstein in dienst van de British War Office, het Britse ministerie van defensie. Hij nam de Britse nationaliteit aan en werkte twintig jaar lang voor de Britse krijgsmacht. Ravenstein was in die tijd een belangrijk voorstander van de sport. Hij richtte de German Gymnastics Society op, een atletiekvereniging voor immigranten die ook Britse leden aantrok. De vereniging liet in St Pancras en bij het Crystal Palace in Londen gymzalen bouwen. Samen met William Penny Brookes en John Hulley was Ravenstein in 1865 oprichter van het British Olympic Association, het nationaal olympisch comité van het Verenigd Koninkrijk.
Ravenstein was lid van de Royal Statistical Society en de Royal Geographical Society en in 1882-1883 hoogleraar aan Bedford College. Gedurende deze periode ontwikkelde hij zijn theorieën over migratie en bevolkingsgroei.

## Wetenschappelijk werk

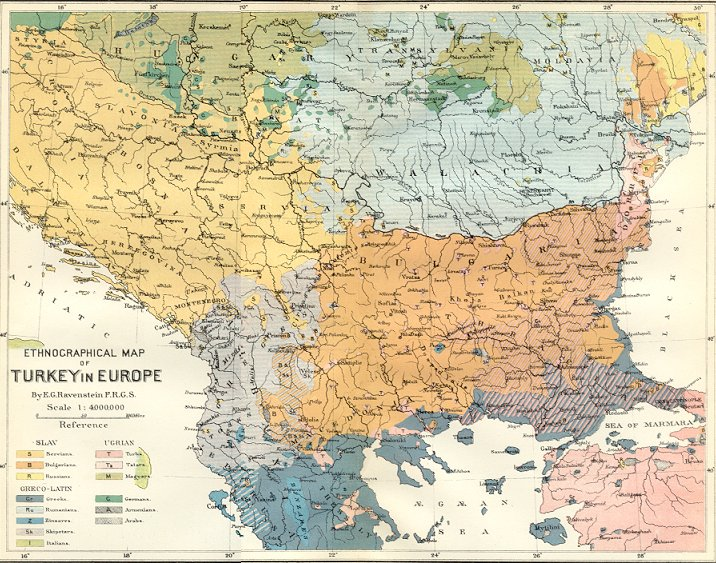
Ravensteins etnografische kaart van de Balkan, 1880.

Ravensteins statistische berekeningen met demografische gegevens vormden de basis van opeenvolgende edities van Philips's World Atlas. Een door Ravenstein vervaardigde kaart van het centrale deel van Afrika uit 1884 was op dat moment de meest gedetailleerde kaart die ooit van dit gebied was gemaakt. Ravenstein gebruikte demografische gegevens om de groei van de wereldbevolking te voorspellen. In 1891 schatte hij de wereldbevolking op 1,468 miljard mensen. Hij berekende dat er ter wereld draagkracht was voor iets minder dan 6 miljard mensen, en dat als de wereldbevolking door bleef groeien, dit aantal in 2072 bereikt zou worden.
Ravensteins theorieën vormen nog steeds de basis voor de studie van migratie. Zijn onderzoek moet gezien worden tegen de achtergrond van het Engeland tijdens de Industriële Revolutie. De snelle groei van industrie, wegen en spoorwegen hadden grootschalige migratiestromen en urbanisatie tot gevolg. Ravenstein onderzocht de motieven van migranten, de relatie tussen migratie en afstand, en de invloed van iemands sekse op migratie. Hij stelde vast dat toenemende industrialisering de migratie aandrijft. Volgens Ravenstein overbruggen de meeste migranten slechts een kleine afstand. Slechts een kwart van de migratie in het Engeland van de late 19e eeuw betrof lange afstanden, zoals emigratie naar de VS. Bewoners van het platteland wisselden vaker van woonplek dan die in dorpen en kleine steden. Ongeveer de helft van de bevolking van grote steden was van elders afkomstig: het waren absorptiecentra voor migratie. Steden groeiden ten koste van het platteland: ze trokken migranten uit omringende gebieden aan en lieten in die gebieden van afkomst een "ruimte" achter, die gevuld werd door migranten uit verder afgelegen gebieden. Ravenstein dacht dat door middel van deze "stapsgewijze migratie" een heel land met migratiestromen verbonden was. Elke migratiestroom zou volgens Ravenstein ook een stroom in tegengestelde richting creëren, die echter beduidend kleiner van grootte is.
Ravenstein onderzocht daarna migratiestromen elders in Europa en Noord-Amerika en vond dat de migratie naar de Amerikaanse westkust een uitzondering vormde. Hij merkte op dat migranten bereidwilliger lijken grote afstanden te overbruggen om naar nog niet in gebruik genomen land te verhuizen.
Halverwege de 20e eeuw publiceerde Everett S. Lee ideeën over aantrekkings- en afstotingsfactoren om migratie te verklaren. Ravensteins werk werd in dezelfde tijd door Richard Lawton verbeterd door rekening te houden met demografische indicatoren.